# Wereldkampioenschappen schermen 2011
De 59ste wereldkampioenschappen schermen werden gehouden in Catania, Italië van 8 tot 16 oktober 2011. De organisatie lag in de handen van de FIE.

## Wedstrijdschema
| ● | Openingsceremonie | ● | Kwalificaties | ● | Finale |

| oktober            | oktober            | 8 | 9       | 10      | 11      | 12      | 13      | 14      | 15      | 16      | Totaal |
| ------------------ | ------------------ | - | ------- | ------- | ------- | ------- | ------- | ------- | ------- | ------- | ------ |
| Ceremonies         | Ceremonies         | ● |         |         |         |         |         |         |         |         |        |
| Degen individueel  | Degen individueel  |   | Mannen  | Vrouwen |         | Mannen  | Vrouwen |         |         |         | 2      |
| Degen ploegen      | Degen ploegen      |   |         |         |         |         |         |         | Mannen  | Vrouwen | 2      |
| Floret individueel | Floret individueel |   | Vrouwen | Mannen  | Vrouwen |         | Mannen  |         |         |         | 2      |
| Floret ploegen     | Floret ploegen     |   |         |         |         |         |         | Vrouwen |         | Mannen  | 2      |
| Sabel individueel  | Sabel individueel  |   | Mannen  | Vrouwen | Mannen  | Vrouwen |         |         |         |         | 2      |
| Sabel ploegen      | Sabel ploegen      |   |         |         |         |         |         | Mannen  | Vrouwen |         | 2      |
| Totaal             | Totaal             |   |         |         | 2       | 2       | 2       | 2       | 2       | 2       | 12     |

## Medailles

### Mannen
| Onderdeel          | Goud | Goud                                                                | Zilver | Zilver                                                                      | Brons   | Brons                                                            |
| ------------------ | ---- | ------------------------------------------------------------------- | ------ | --------------------------------------------------------------------------- | ------- | ---------------------------------------------------------------- |
| Floret individueel | ITA  | Andrea Cassarà                                                      | ITA    | Valerio Aspromonte                                                          | ITA FRA | Giorgio Avola Victor Sintes                                      |
| Degen individueel  | ITA  | Paolo Pizzo                                                         | NED    | Bas Verwijlen                                                               | SUI KOR | Fabian Kauter Park Kyoung-doo                                    |
| Sabel individueel  | ITA  | Aldo Montano                                                        | GER    | Nicolas Limbach                                                             | ITA KOR | Luigi Tarantino Gu Bon-gil                                       |
| Floret ploegen     | CHN  | Zhang Liangliang Lei Sheng Zhu Jun Ma Jianfei                       | FRA    | Marcel Marcilloux Victor Sintes Erwan Le Pechoux Brice Guyart               | GER     | Sebastian Bachmann Peter Joppich Benjamin Kleibrink André Weßels |
| Degen ploegen      | FRA  | Ronan Gustin Gauthier Grumier Jean-Michel Lucenay Yannick Borel     | HUN    | Géza Imre Péter Somfai Gábor Boczkó Péter Szényi                            | SUI     | Fabian Kauter Benjamin Steffen Max Heinzer Florian Staub         |
| Sabel ploegen      | RUS  | Nikolaj Kovaljov Veniamin Resjetnikov Aleksej Jakimenko Pavel Bykov | BLR    | Dmitri Lapkes Valeri Pryiemka Aljaksandr Bjalkevitsj Aljaksej Lichatsjevski | ITA     | Aldo Montano Giampiero Pastore Diego Occhiuzzi Luigi Tarantino   |

### Vrouwen
| Onderdeel          | Goud | Goud                                                                    | Zilver | Zilver                                                               | Brons   | Brons                                                                    |
| ------------------ | ---- | ----------------------------------------------------------------------- | ------ | -------------------------------------------------------------------- | ------- | ------------------------------------------------------------------------ |
| Floret individueel | ITA  | Valentina Vezzali                                                       | ITA    | Elisa Di Francisca                                                   | USA KOR | Lee Kiefer Nam Hyun-hee                                                  |
| Degen individueel  | CHN  | Li Na                                                                   | CHN    | Sun Yujie                                                            | ROU     | Ana Brânză Anca Maroiu                                                   |
| Sabel individueel  | RUS  | Sofja Velikaja                                                          | USA    | Mariel Zagunis                                                       | RUS UKR | Joelia Gavrilova Olga Charlan                                            |
| Floret ploegen     | RUS  | Larisa Korobejnikova Aida Sjanajeva Inna Deriglazova Jevgenia Lamonova  | ITA    | Valentina Vezzali Elisa Di Francisca Arianna Errigo Ilaria Salvatori | KOR     | Jeon Hee-sook Nam Hyun-hee Lee Hye-sun Jung Gil-ok                       |
| Degen ploegen      | ROU  | Anca Maroiu Loredana Dinu Simona Alexandru Ana Maria Brânză             | CHN    | Luo Xiaojuan Li Na Sun Yujie Xu Anqi                                 | ITA     | Rossella Fiamingo Mara Navarria Nathalie Moellhausen Bianca Del Carretto |
| Sabel ploegen      | RUS  | Jekaterina Djatsjenko Sofja Velikaja Joelia Gavrilova Dina Galiakbarova | UKR    | Olena Chomrova Halvna Poendyk Olga Charlan Olga Zjovnir              | USA     | Ibtihaj Muhammad Mariel Zagunis Dagmara Wozniak Daria Schneider          |

### Medaillespiegel
| Plaats | Land             | Goud | Zilver | Brons | Totaal |
| 1      | Italië           | 4    | 3      | 4     | 11     |
| 2      | Rusland          | 4    | 0      | 1     | 4      |
| 3      | China            | 2    | 2      | 0     | 4      |
| 4      | Frankrijk        | 1    | 1      | 1     | 3      |
| 5      | Roemenië         | 1    | 0      | 2     | 3      |
| 6      | Verenigde Staten | 0    | 1      | 2     | 3      |
| 7      | Duitsland        | 0    | 1      | 1     | 2      |
| 7      | Oekraïne         | 0    | 1      | 1     | 2      |
| 9      | Hongarije        | 0    | 1      | 0     | 1      |
| 9      | Nederland        | 0    | 1      | 0     | 1      |
| 9      | Wit-Rusland      | 0    | 1      | 0     | 1      |
| 12     | Zuid-Korea       | 0    | 0      | 4     | 4      |
| 13     | Zwitserland      | 0    | 0      | 2     | 2      |
| Totaal | Totaal           | 12   | 12     | 18    | 42     |